# Toby Shelton
Toby Shelton est un réalisateur, animateur et producteur américain. Il a travaillé pour Disney jusqu'en 2005, puis pour DreamWorks Animation à partir de 2008.

## Filmographie

### Réalisateur
- 1994 : Le Retour de Jafar
- 1994 : Aladdin (9 épisodes)
- 1996 : The Bug Hunt
- 1996 : Couacs en vrac (13 épisodes)
- 1999 : Mickey, il était une fois Noël
- 2003 : Les Énigmes de l'Atlantide

### Producteur
- 1991-1992 : Myster Mask (5 épisodes)
- 1996 : The Bug Hunt
- 1996 : Couacs en vrac (35 épisodes)

### Animateur
- 1981 : Rox et Rouky
- 1982 : Fun with Mr. Future
- 1985 : Taram et le Chaudron magique
- 1986 : Basil, détective privé
- 1987 : Fou de foot
- 1987-1988 : La Bande à Picsou (65 épisodes)
- 1988 : Les Nouvelles Aventures de Winnie l'ourson (13 épisodes)
- 1989-1990 : Tic et Tac, les rangers du risque (21 épisodes)
- 1990 : Super Baloo (6 épisodes)
- 1990 : Box-Office Bunny
- 1991-1992 : Myster Mask (59 épisodes)
- 1999 : Winnie l'ourson : Joyeux Noël
- 2000-2001 : Clerks (4 épisodes)
- 2008 : Kung Fu Panda
- 2009 : La Princesse et la Grenouille
- 2010 : Dragons
- 2010 : Megamind
- 2011 : Kung Fu Panda : Les Secrets des Maîtres
- 2013 : Turbo

### Storyboardeur
- 2003 : Le Livre de la jungle 2
- 2004 : Le Roi lion 3
- 2005 : Lilo et Stitch 2
- 2013 : Turbo